# أوليفر ألسويرث داغت
أوليفر ألسويرث داغت (بالإنجليزية: Oliver Ellsworth Daggett)‏ هو كاهن أمريكي، ولد في 14 يناير 1810 في نيو هيفن في الولايات المتحدة، وتوفي في 31 أغسطس 1880 في هارتفورد في الولايات المتحدة.